# Jocs Olímpics d'Hivern
Els Jocs Olímpics d'Hivern són uns jocs esportius que se celebren cada quatre anys sota la supervisió i administració del Comitè Olímpic Internacional. Inclou esports d'hivern tant de gel com de neu.
Els cinc esports olímpics d'hivern originals (dividits en nou disciplines) eren el bobsleigh, el curling, l'hoquei sobre gel, l'esquí nòrdic (integrat per les disciplines de la patrulla militar, l'esquí de fons, la combinada nòrdica i els salts d'esquí) i el patinatge sobre gel (integrat per les disciplines de patinatge artístic i patinatge de velocitat). Altres esports, com el luge, el patinatge de velocitat sobre pista curta, el curling o l'esquí acrobàtic s'han anat incorporant, mentre alguns altres, com el bandy han estat esports d'exhibició però mai han estat inclosos definitivament en uns Jocs.
Els I Jocs Olímpics d'Hivern es van celebrar a la localitat francesa de Chamonix el 1924, tot i que el patinatge artístic i l'hoquei sobre gel ja havien format part dels Jocs Olímpics d'Estiu. Des de 1924 els Jocs d'Hivern es van celebrar cada quatre anys fins que la Segona Guerra Mundial va impedir la disputa dels de 1940 i 1944. Els Jocs Olímpics d'hivern es recuperaren el 1948 a Sankt Moritz. Fins al 1992, els Jocs Olímpics d'Estiu i els Jocs Olímpics d'Hivern continuaren disputant-se el mateix any. El 1986 el Comitè Olímpic Internacional va decidir que els Jocs d'Estiu i d'Hivern passarien a disputar-se cada quatre anys, en els anys parells, però sense coincidir. Així doncs, des de l'edició de Lillehammer el 1994, els Jocs d'estiu i d'Hivern se celebren amb dos anys de diferència.
Els Estats Units ha estat el país que en més ocasions ha organitzat aquests Jocs amb un total de quatre (1932, 1960, 1980 i 2002). França amb tres edicions (1924, 1968 i 1992) i el Japó (1972 i 1998), Itàlia (1956 i 2006), Suïssa (1928 i 1948), Noruega (1952 i 1994), Àustria (1964 i 1976) i el Canadà (1988 i 2010) amb dos se situen a continuació. A més, els Jocs Olímpics d'Hivern s'han celebrat una sola vegada a Alemanya (1936), Iugoslàvia (1984), Rússia (2014), Corea del Sud (2018) i la Xina (2022). El COI ha seleccionat les ciutats italianes de Milà i Cortina d’Ampezzo per acollir els Jocs Olímpics d'Hivern de 2026.
Fins ara, dotze països han participat en tots els Jocs Olímpics d'Hivern: Àustria, Canadà, Finlàndia, França, Regne Unit, Hongria, Itàlia, Noruega, Polònia, Suècia, Suïssa i els Estats Units. Sis d'aquests països han guanyat medalles a tots els Jocs Olímpics d'hivern: Àustria, Canadà, Finlàndia, Noruega, Suècia i els Estats Units. L'únic país que ha guanyat una medalla d'or a tots els Jocs Olímpics d'Hivern és els Estats Units. Noruega lidera el medaller global dels Jocs Olímpics d'Hivern. Si es tenen en compte els estats desapareguts, Alemanya (incloent l'Alemanya Occidental i Alemanya Oriental) lidera el medaller, seguida de Rússia (inclosa l'antiga Unió Soviètica) i Noruega.

## Història

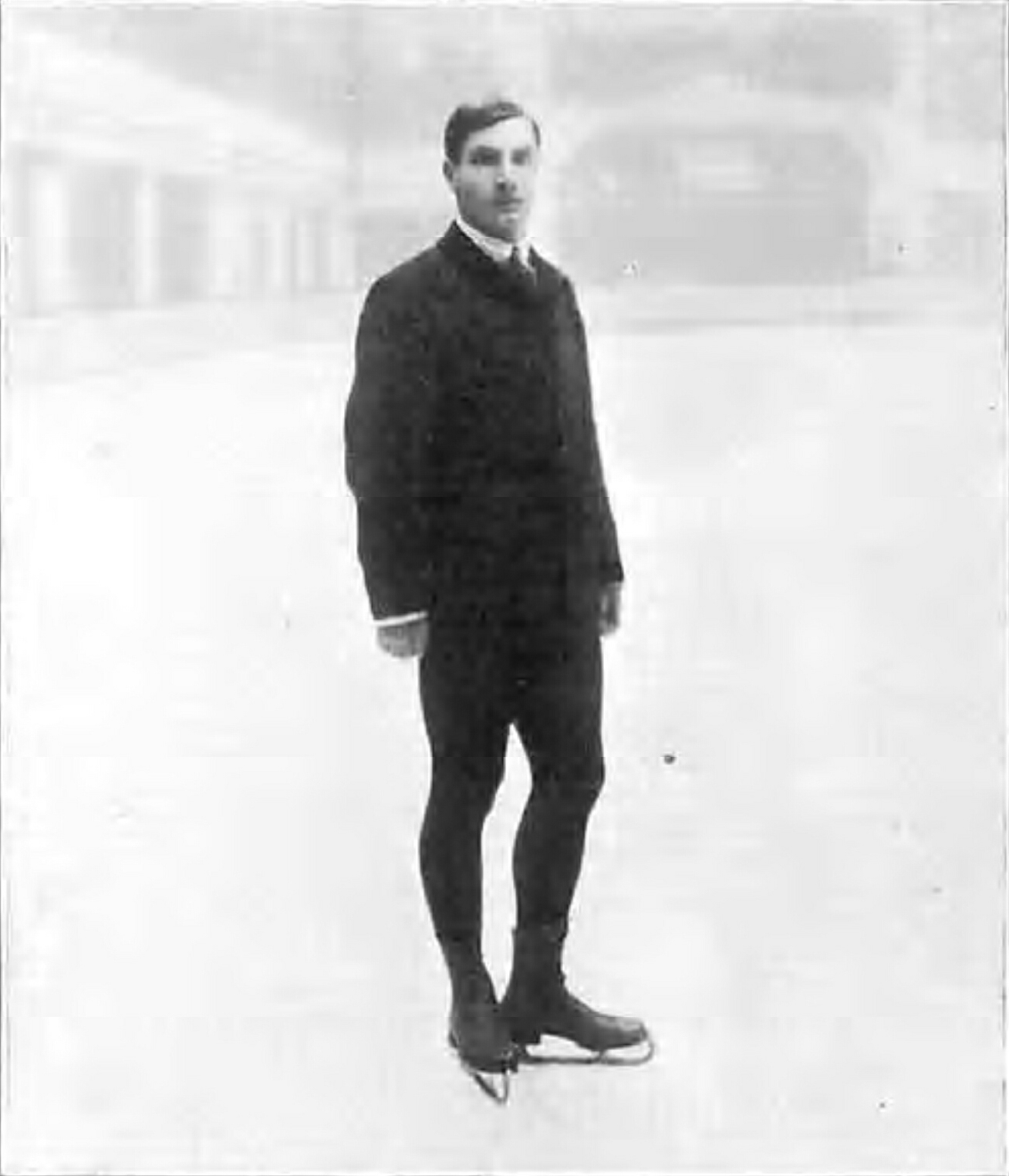
Ulrich Salchow als Jocs de 1908.

### 1900 a 1912
Els primers jocs esportius centrats en els esports d'hivern van ser els Jocs Nòrdics, que es van celebrar per primera vegada a Estocolm, Suècia, el 1901, i foren organitzats pel general Viktor Gustaf Balck. La seva segona edició es va celebrar el 1903 i la tercera el 1905, moment a partir del qual van passar a disputar-se cada quatre anys fins a 1926. Balck va ser membre fundador del Comitè Olímpic Internacional i amic personal del fundador dels Jocs Olímpics, el baró Pierre de Coubertin. Balck va intentar incloure esports d'hivern al programa dels Jocs olímpics, especialment el patinatge artístic, però no va ser fins als Jocs Olímpics d'Estiu de 1908, a Londres. Es van disputar quatre proves de patinatge artístic en els quals Ulrich Salchow (10 vegades campió de món) i Madge Syers van guanyar els títols individuals.
Tres anys després, el comte italià Eugenio Brunetta d'Usseaux va proposar que el COI organitzés una setmana d'esports d'hivern com a part dels Jocs Olímpics d'Estiu de 1912, a Estocolm, Suècia. Els organitzadors es van oposar a aquesta idea perquè volien protegir la integritat dels Jocs Nòrdics i estaven preocupats per la manca d'instal·lacions per a esports d'hivern.

### Primera Guerra Mundial
La idea de Brunetta va ressuscitar durant els preparatius dels Jocs Olímpics del 1916, que havien de celebrar-se a Berlín, Alemanya. Es va planejar una setmana d'esports d'hivern amb patinatge de velocitat, patinatge artístic, hoquei sobre gel i esquí nòrdic, però aquella edició dels Jocs es van cancel·lar per l'esclat de la Primera Guerra Mundial.

### 1920 a 1936

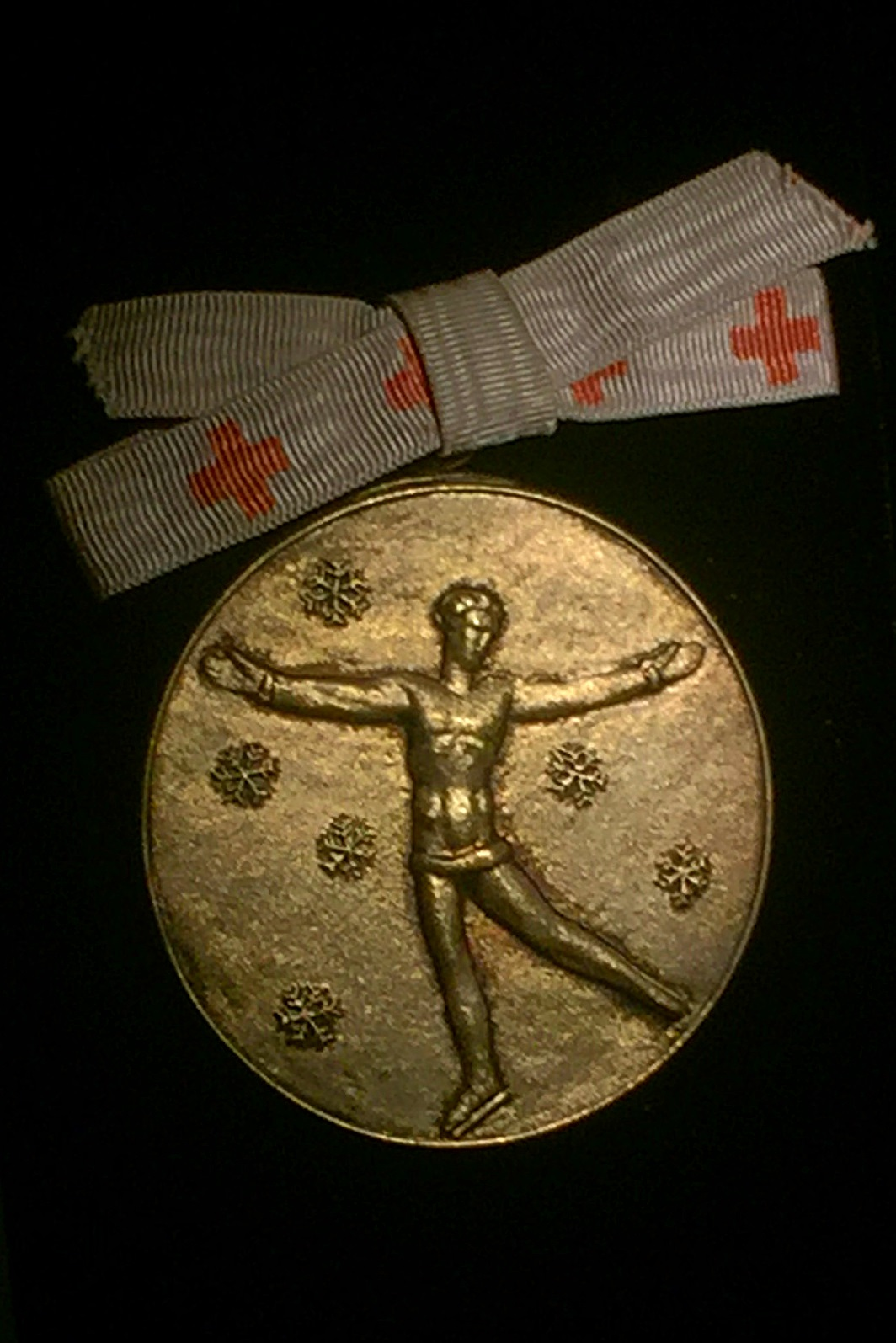
Medalla d'or de Sonja Henie als Jocs Olímpics d'hivern de St. Moritz, 1928.

Els primers Jocs Olímpics després de la guerra, els Jocs Olímpics d'Estiu de 1920, es van celebrar a Anvers, Bèlgica, i van comptar amb patinatge artístic i un torneig d'hoquei sobre gel. Es va prohibir la participació d'Alemanya, Àustria, Hongria, Bulgària i Turquia als Jocs. Al Congrés del COI, celebrat l'any següent, es va decidir que la nació d'acollida dels Jocs Olímpics d'Estiu de 1924, França, acollís una "Setmana Internacional dels Esports d'Hivern" sota el patrocini del COI. Chamonix va ser escollida per acollir aquesta setmana (en realitat 11 dies) de proves.
Els Jocs de Chamonix de 1924 van demostrar ser un èxit quan més de 250 atletes de 16 nacions van competir en 16 proves. Atletes de Finlàndia i Noruega van guanyar 28 medalles, més que la resta de nacions participants juntes. La primera medalla d'or concedida va ser guanyada per Charles Jewtraw, dels Estats Units, en la cursa dels 500 metres del patinatge de velocitat. La noruega Sonja Henie, amb només 11 anys, va competir en el patinatge artístic femení i, tot i que va acabar la darrera, es va popularitzar entre els aficionats. Gillis Grafström, de Suècia, va defensar la seva medalla d'or del 1920 en patinatge artístic masculí, sent el primer olímpic a guanyar medalles d'or tant als Jocs Olímpics d'estiu com d'hivern. Alemanya va estar sancionada sense poder participar en uns Jocs fins al 1925, però en canvi, va acollir una sèrie de jocs, anomenats Deutsche Kampfspiele, a partir de l'hivern de 1922. El 1925 el COI va decidir crear uns Jocs d'hivern separats i els jocs de Chamonix de 1924 van ser designats de manera retroactiva com els primers Jocs Olímpics d'hivern.
St. Moritz, a Suïssa, va ser nomenat pel COI per organitzar els segons Jocs d'hivern el 1928. Les variables condicions meteorològiques van condicionar el desenvolupament dels jocs. La cerimònia inaugural es va celebrar sota una forta tempesta, mentre la prova dels 10.000 metres de patinatge de velocitat va haver de ser suspesa i, oficialment cancel·lada, sense guanyador. El temps no va ser l'únic aspecte destacable dels Jocs de 1928: la noruega Sonja Henie va tornar als Jocs Olímpics d'hivern per fer història quan va guanyar el patinatge artístic femení amb tan sols 15 anys. Es va convertir en la campiona olímpica més jove de la història, distinció que va ostentar durant 70 anys, i va defensar el seu títol en els següents dos Jocs Olímpics d'hivern. Gillis Grafström va guanyar el seu tercer or consecutiu de patinatge artístic i va guanyar la plata el 1932, convertint-se en el patinador artístic masculí més decorat fins ara.
Els següents Jocs Olímpics d'hivern, celebrats a Lake Placid, Nova York, Estats Units, van ser els primers a ser organitzats fora d'Europa. Hi van participar disset nacions i 252 atletes. Eren menys participants que el 1928, ja que el viatge fins a Lake Placid era molt llarg i car per a algunes nacions europees que van tenir problemes financers enmig de la Gran Depressió. Els atletes van competir en catorze proves en quatre esports. Pràcticament no va nevar en els dos mesos anteriors als Jocs, i no hi va haver prou neu per celebrar totes les proves fins a mitjans de gener. Sonja Henie va defensar el seu títol olímpic, i Eddie Eagan dels Estats Units, que havia estat campió olímpic de boxa el 1920, va guanyar la medalla d'or en la prova masculina de bobsleigh per unir-se a Gillis Grafström com a únics atletes que han guanyat medalles d'or tant als Jocs Olímpics d'estiu com d'hivern. Eagan és l'únic esportista olímpic fins al 2020 en aconseguir aquesta fita en diferents esports.
La ciutat bavaresa de Garmisch-Partenkirchen va ser l'encarregada d'organitzar l'edició de 1936 dels Jocs d'hivern, celebrats del 6 al 16 de febrer. Aquesta va ser l'última vegada que es van celebrar els Jocs Olímpics d'estiu i d'hivern al mateix país el mateix any. L'esquí alpí va fer el seu debut olímpic, però als monitors d'esquí se'ls va prohibir la participació en ser considerats professionals. Per culpa d'aquesta decisió els esquiadors suïssos i austríacs es van negar a competir en els jocs.

### Segona Guerra Mundial
Inicialment, la ciutat japonesa de Sapporo fou l'escollida per a la celebració de l'edició de 1940, però el començament de la Segona Guerra sinojaponesa va provocar que el COI escollís la ciutat suïssa de St. Moritz com a nova seu. Tres mesos després, els enfrontaments entre el COI i el Comitè organitzador van fer que els Jocs fossin atorgats a Garmisch-Partenkirchen, que ja havia acollit l'edició anterior. Però finalment el novembre de 1939 i a causa del començament de la Segona Guerra Mundial, amb la invasió alemanya de Polònia, tant els jocs d'estiu com els d'hivern van ser definitivament cancel·lats. Els Jocs de 1944, que s'havien de celebrar a Cortina d'Ampezzo, Itàlia, també van ser cancel·lats.

### 1948 a 1960
St. Moritz va ser escollida per acollir els primers Jocs de la postguerra, el 1948. La neutralitat de Suïssa havia protegit la ciutat durant la Segona Guerra Mundial i la majoria de les instal·lacions construïdes pels Jocs de 1928. St. Moritz fou la primera ciutat que va acollir dues vegades uns Jocs Olímpics d'hivern. Vint-i-vuit països van competir a Suïssa, però els atletes d'Alemanya i el Japó no van ser convidats. La controvèrsia va esclatar quan es van presentar dos equips d'hoquei sobre gel dels Estats Units, ambdós afirmant ser el representant legítim d'hoquei olímpic dels Estats Units. Durant els Jocs es va produir el robatori de la bandera olímpica que s'havia utilitzat per primera vegada als Jocs Olímpics d'Estiu de 1920. Hi va haver una igualtat sense precedents en aquests jocs, durant els quals deu països van guanyar medalles d'or, més que cap altra edició fins aleshores.
La flama olímpica dels Jocs de 1952 a Oslo va ser encesa a casa del pioner de l'esquí Sondre Nordheim, i els relleus de la torxa van ser realitzats per 94 persones, tots ells sobre esquís. El bandy, un esport molt popular als països nòrdics, va ser presentat com a esport d'exhibició, tot i que només Noruega, Suècia i Finlàndia van enviar equips. Els atletes noruecs van guanyar 17 medalles. Hjalmar Andersen, que va guanyar tres medalles d'or en quatre proves de la competició de patinatge de velocitat, va ser l'esportista més llorejat.
Després de no poder organitzar els Jocs de 1944, Cortina d'Ampezzo va ser escollida per organitzar els Jocs Olímpics d'Hivern de 1956. Durant la cerimònia inaugural es va produir la caiguda de l'últim rellevista, Guido Caroli, cosa que va estar a punt de fer que la torxa s'apagués. Aquests van ser els primers Jocs d'hivern que es van televisar i els primers Jocs Olímpics que es van transmetre internacional, tot i que no es van vendre drets de televisió fins als Jocs Olímpics d'Estiu de 1960 de Roma. Els Jocs de Cortina es van utilitzar per comprovar la viabilitat de televisar grans esdeveniments esportius. La Unió Soviètica va fer el seu debut olímpic i va tenir un impacte immediat, aconseguint més medalles que qualsevol altra nació. L'èxit dels soviètics es podria explicar per l'arribada de "l'atleta amateur a temps complet" patrocinat per l'estat. L'URSS va formar equips d'atletes que eren nominalment estudiants, soldats o que treballaven en una professió, però molts dels quals en realitat eren pagats per l'Estat per entrenar-se a temps complet. Chiharu Igaya va guanyar la primera medalla en uns Jocs Olímpics d'hivern per al Japó en classificar-se segon en la prova de l'eslàlom.
El COI va atorgar els Jocs Olímpics d'Hivern de 1960 a Squaw Valley, Estats Units. Donada l'escassetat d'infraestructures, la ciutat es va veure sotmesa a una gran transformació amb la construcció de carreteres, hotels, restaurants, ponts i instal·lacions esportives com el palau de gel, la pista de patinatge de velocitat i el trampolí de salts. El cost de tot plegat va ser de 80.000.000 de dòlars EUA. Les cerimònies d'obertura i clausura van ser produïdes per Walt Disney. Aquests Jocs foren els primers d'hivern en tenir una vila olímpica, els primers en què es va utilitzar un ordinador, gentilesa d'IBM, per controlar els resultats i el primer on es van disputar proves femenines de patinatge de velocitat. No es van disputar proves de bobsleigh, per primera i única vegada, per l'alt cost que tenia la construcció d'una pista de bobsleigh.

### 1964 a 1980
La ciutat austríaca d'Innsbruck va ser l'amfitriona el 1964. Tot i que Innsbruck era una tradicional estació d'esports d'hivern, el clima càlid va provocar una manca de neu durant els Jocs i això va obligar a mobilitzar l'exèrcit austríac per portar neu d'altres llocs. La patinadora soviètica Lidia Skoblikova va fer història guanyant les quatre proves de patinatge de velocitat. Al llarg de la seva carrera totalitzaria sis medalles d'or olímpiques, que la converteixen en l'esportista amb major nombre de medalles d'or aconseguides als Jocs Olímpics d'hivern. Per primera vegada es van disputar proves de luge, tot i que la mort d'un participant en un entrenament preolímpic va enterbolir l'estrena.
Els Jocs Olímpics d'Hivern de 1968, celebrats a la ciutat francesa de Grenoble, van ser els primers Jocs Olímpics que es van emetre en color. Hi van participar 1.158 atletes de 37 nacions que competiren en 35 proves. El corredor francès d'esquí alpí Jean-Claude Killy va guanyar totes les proves d'esquí alpí masculí. El comitè organitzador va vendre els drets de televisió per 2 milions de dòlars als Estats Units, una xifra que doblava el cost dels drets d'emissió dels Jocs d'Innsbruck. La distància entre les diferents seus de les proves van obligar a la construcció de tres viles olímpiques diferents.
Els Jocs Olímpics d'Hivern de 1972, celebrats a Sapporo, al Japó, van ser els primers a celebrar-se en un continent que no fos Amèrica del Nord o Europa. La qüestió del professionalisme dels esportistes va ocasionar diversos enfrontaments entre el COI i els comitès olímpics nacionals. Tres dies abans de l'inici dels Jocs el president del COI, Avery Brundage, va amenaçar amb impedir la participació a tots aquells esquiadors que havien participat en un campionat a Mammoth Mountain, Estats Units, per considerar que havien rebut benefici econòmic, cosa que afectava directament a la seva condició d'esportistes amateurs. Finalment, només es va impedir la participació de l'austríac Karl Schranz, l'esquiador que més diners havia guanyat. El Canadà no va enviar equips als torneigs d'hoquei sobre gel del 1972 o del 1976 com a protesta per no poder utilitzar jugadors de lligues professionals. Es va acusar la Unió Soviètica d'utilitzar atletes patrocinats per l'Estat, que eren professionals de facto. Francisco Fernández Ochoa es va convertir en el primer i únic espanyol a aconseguir una medalla d'or en uns Jocs Olímpics d'hivern a l'aconseguir el triomf en la prova d'eslàlom.
Els Jocs Olímpics d'Hivern de 1976 havien estat concedits inicialment el 1970 a Denver, Colorado, als Estats Units. Aquests jocs haurien coincidit amb l'any del centenari de Colorado i el bicentenari dels Estats Units. Amb tot, el novembre de 1972 la població de Colorado va votar en contra del finançament públic dels Jocs per un marge de 3:2. El COI va respondre oferint els Jocs a Vancouver-Garibaldi, Colúmbia Britànica, que havia estat candidat oficial per als Jocs del 1976. Amb tot, un canvi al govern provincial va donar lloc a una administració que no donava suport a la candidatura olímpica, de manera que es va rebutjar l'oferta del COI. Salt Lake City, candidata als Jocs Olímpics d'hivern del 1972 va presentar la seva candidatura, però el COI va optar per demanar a Innsbruck que organitzés els Jocs del 1976, ja que conservava la majoria de les infraestructures dels Jocs del 1964. Tot i tenir només la meitat del temps habitual per preparar-se pels Jocs, Innsbruck va acceptar la invitació per substituir Denver el febrer de 1973. Es van encendre dues flames olímpiques perquè era la segona vegada que la ciutat austríaca acollia els Jocs d'hivern Va ser la primera ocasió en què es va utilitzar la pista combinada de luge i bobsleigh, a la veïna Igls. La Unió Soviètica va guanyar la seva quarta medalla d'or consecutiva d'hoquei sobre gel.
El 1980 els Jocs Olímpics d'hivern van tornar a Lake Placid, que ja havia acollit els Jocs del 1932. Xipre va debutar en uns Jocs Olímpics i la República Popular de la Xina i Costa Rica ho feien en uns Jocs Olímpics d'hivern. La República de la Xina es va negar a participar en els Jocs pel reconeixement del COI de la República Popular de la Xina com a "Xina" i la seva petició perquè la República de la Xina competís com a "Xina Taipei". La República Popular de la Xina va tornar als Jocs Olímpics per primera vegada des del 1952 i va debutar als Jocs Olímpics d'hivern El patinador estatunidenc Eric Heiden va establir un rècord olímpic o mundial en cadascuna de les cinc proves en què va competir, guanyant un total de cinc medalles d'or individuals i batent el rècord de la majoria dels ors individuals en una mateixa olimpíada (tant a l'estiu com a l'hivern). Hanni Wenzel va guanyar tant l'eslàlom com l'eslàlom gegant i el seu país, Liechtenstein, es va convertir en la nació més petita en tenir un medallista d'or olímpic. A "Miracle on Ice" l'equip estatunidenc d'hoquei sobre gel, format per jugadors universitaris, va vèncer els professionals experimentats de la Unió Soviètica i va acabar guanyant la medalla d'or.

### 1984 a 1998

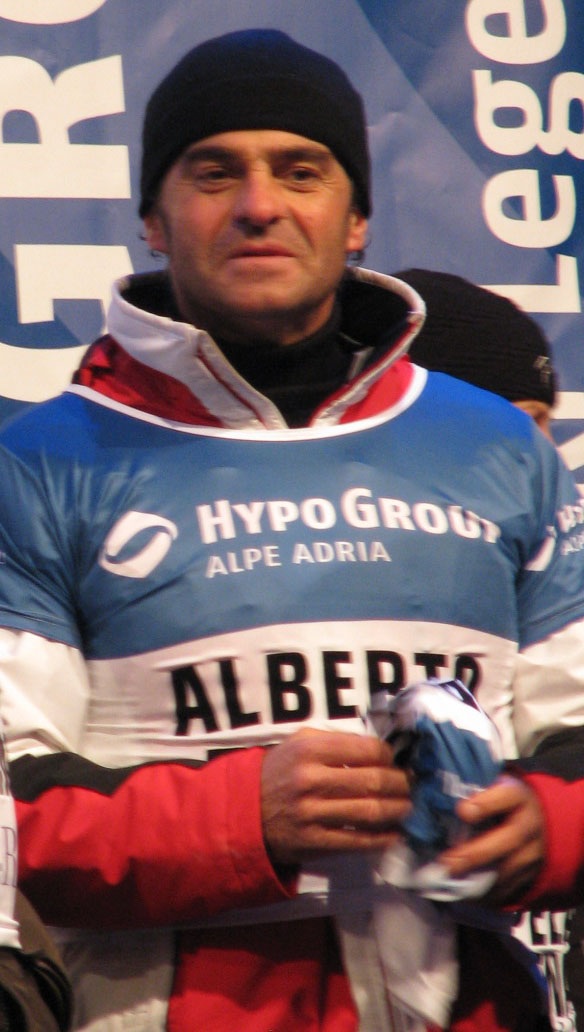
Alberto Tomba, vencedor de cinc medalles olímpiques, a Calgary, Albertville i Lillehammer.

Les ciutats de Sapporo i Goteborg eren les favorites per ser triades com a seu dels Jocs Olímpics de 1984, per això l'elecció de Sarajevo va ser una gran sorpresa. Els Jocs van ser molt ben organitzats i gens va fer presagiar la guerra que aviat assolaria al país. Un total de 49 nacions i 1.272 atletes van participar en 39 proves. Iugoslàvia va guanyar la seva primera medalla olímpica quan l'esquiador alpí Jure Franko va guanyar la plata a l'eslàlom gegant. Un altre gran moment dels Jocs es va produir en la prova de dansa del patinatge artístic, on els britànics Jayne Torvill i Christopher Dean van rebre puntuacions perfectes per part de tots els jutges després de la seva actuació amb música del Bolero de Ravel.
El 1988, la ciutat canadenca de Calgary va acollir els primers Jocs Olímpics d'hivern que van abastar tres caps de setmana, amb una durada de 16 dies en total. Es van afegir noves proves en el salt d'esquí i el patinatge de velocitat, mentre el curling, el patinatge de velocitat sobre pista curta i l'esquí acrobàtic van debutar com a esports de demostració. Les proves de patinatge de velocitat es van celebrar a l'interior per primer cop, a l'Oval Olímpic. La patinadora neerlandesa Yvonne van Gennip va guanyar tres medalles d'or i va establir dos rècords mundials, superant a totes les curses a les patinadores de l'equip favorit d'Alemanya de l'Est. El saltador d'esquí Matti Nykänen va aconseguir també tres ors després de vèncer en totes les proves de salts disputades. Alberto Tomba, esquiador italià, va debutar en uns Jocs Olímpics guanyant tant l'eslàlom gegant com l'eslàlom. L'alemanya oriental Christa Rothenburger va guanyar la prova femenina de patinatge de velocitat de 1.000 metres. Set mesos després guanyaria una plata en ciclisme en pista als Jocs Olímpics de Seül, per convertir-se en l’única atleta que guanyés medalles en els Jocs Olímpics d’estiu i d’hivern del mateix any.
Els Jocs d'hivern del 1992 van ser els darrers que es van celebrar el mateix any que els Jocs d’estiu. Es van organitzar a la ciutat d'Albertville en el departament francès de la Savoia. Els canvis polítics de l'època es van reflectir en la composició dels equips olímpics que competien a França: aquests van ser els primers Jocs celebrats després de la caiguda del comunisme i del mur de Berlín, i Alemanya va competir com a nació única per la primera vegada des dels Jocs de 1964; les antigues repúbliques iugoslaves de Croàcia i Eslovènia van debutar com a nacions independents; la majoria de les antigues repúbliques soviètiques encara competien com a equip únic conegut com a Equip Unificat, però els Estats bàltics ho van fer ja de forma independent per primera vegada des d'abans de la Segona Guerra Mundial. Amb 16 anys, el saltador d'esquí finlandès Toni Nieminen va fer història convertint-se en el campió olímpic d'hivern masculí més jove. L'esquiadora neozelandesa Annelise Coberger es va convertir en la primera medallista olímpica d'hivern de l'hemisferi sud quan va guanyar una medalla de plata a l'eslàlom femení.
Els Jocs Olímpics d'Hivern de 1994, celebrats a Lillehammer, Noruega, van ser els primers Jocs d'hivern que es van celebrar en un any diferent dels Jocs d'estiu. Aquest canvi va resultar de la decisió de la 91a sessió del COI (1986) de separar els Jocs d'estiu i d'hivern i situar-los en anys parells alternats. Lillehammer és la ciutat més septentrional que mai ha acollit els Jocs d'hivern. Era la segona vegada que se celebraven els Jocs a Noruega, després dels Jocs Olímpics d'Hivern de 1952 a Oslo. Després de la dissolució de Txecoslovàquia el 1993, la República Txeca i Eslovàquia van debutar a les Olimpíades. La competició femenina de patinatge artístic va rebre l'atenció dels mitjans de comunicació quan la patinadora estatunidenca Nancy Kerrigan va resultar ferida el 6 de gener de 1994, en un assalt planificat per l'exmarit de l'oponent Tonya Harding. Ambdues patinadores van competir als Jocs, però cap d'elles va guanyar l'or, que va recaure en Oksana Baiul, que va donar a Ucraïna la seva primera medalla d'or en uns Jocs Olímpics d'hivern. El noruec Johann Olav Koss va guanyar tres medalles d'or en patinatge de velocitat. La jove de 13 anys Kim Yoon-Mi es va convertir en la medallista olímpica d'or més jove de la història quan Corea del Sud va guanyar el relleu femení de patinatge de velocitat de 3.000 metres. El noruec Bjørn Dæhli es convertí en l'esportista olímpic d'hivern més condecorat fins al moment. Rússia va guanyar onze medalles d'or, mentre Noruega va aconseguir 26 podis. Joan Antoni Samaranch va descriure Lillehammer com "els millors Jocs Olímpics d'hivern de la història" en el discurs de la cerimònia de cloenda.
Els Jocs Olímpics d'Hivern de 1998 es van celebrar a la ciutat japonesa de Nagano i van ser els primers Jocs que van acollir més de 2.000 atletes. Per primera vegada es va permetre la participació de jugadors professionals en el torneig d'hoquei sobre gel, i la República Txeca va guanyar el torneig. Va debutar l'hoquei sobre gel femení, amb els Estats Units com a vencedors. El noruec Bjørn Dæhlie va guanyar tres medalles d'or en esquí nòrdic, convertint-se en l'atleta olímpic d'hivern més condecorat, amb vuit medalles d'or i dotze medalles en general. L'austríac Hermann Maier va patir una dura caiguda en la prova de descens, però es va recuperar per guanyar l'or en el supergegant i gegant. Tara Lipinski, dels Estats Units, amb només 15 anys, es va convertir en la medallista d'or més jove femenina en una prova individual quan va guanyar la prova individual femenina del programa de patinatge artístic, rècord vigent des que Sonja Henie va guanyar la mateixa prova als Jocs de St. Moritz de 1928. Es van establir nous rècords mundials en les proves de patinatge de velocitat, en gran part degut a les millores tecnjològiques.

### 2002 a 2010
Els Jocs Olímpics d'Hivern de 2002 es van celebrar a Salt Lake City, Estats Units, on van acollir 77 nacions i 2.399 atletes en 78 esdeveniments i 7 esports. Aquests Jocs van ser els primers a tenir lloc des dels atemptats de l'11 de setembre de 2001, cosa que va significar un major grau de seguretat per evitar un atemptat terrorista. La cerimònia inaugural va mostrar signes de les seqüeles dels fets d'aquell dia, inclosa la bandera que onejava a la Zona Zero, i guàrdies d'honor dels membres de NYPD i FDNY.
L'alemany Georg Hackl va guanyar una plata en la prova de luge individual, convertint-se en el primer atleta de la història olímpica a guanyar medalles en la mateixa prova individual en cinc olimpíades consecutives. El Canadà va aconseguir un doblet sense precedents en guanyar les medalles d'or masculines i femenines d'hoquei sobre gel. La competició de patinatge artístic per parelles va estar marcada per l'escàndol. Inicialment, l'or va recaure en la parella russa formada per Yelena Berezhnaya i Anton Sikharulidze en detriment de la parella canadenca composta per Jamie Salé i David Pelletier. Tot i que Sikharulidze havia realitzat com a mínim un error greu durant la seva actuació, cinc dels nou jutges van donar com a vencedora a la parella russa. Una investigació posterior va demostrar que la jutge francesa havia accedit a donar una puntuació superior a la merescuda als representants russos a canvi que en la prova de dansa la parella francesa fos millor puntuada. El COI va decidir atorgar dues medalles d'or en una cerimònia celebrada després dels Jocs. L'australià Steven Bradbury es va convertir en el primer medallista d'or de l'hemisferi sud quan va guanyar la prova de patinatge de velocitat de 1.000 metres en pista curta.

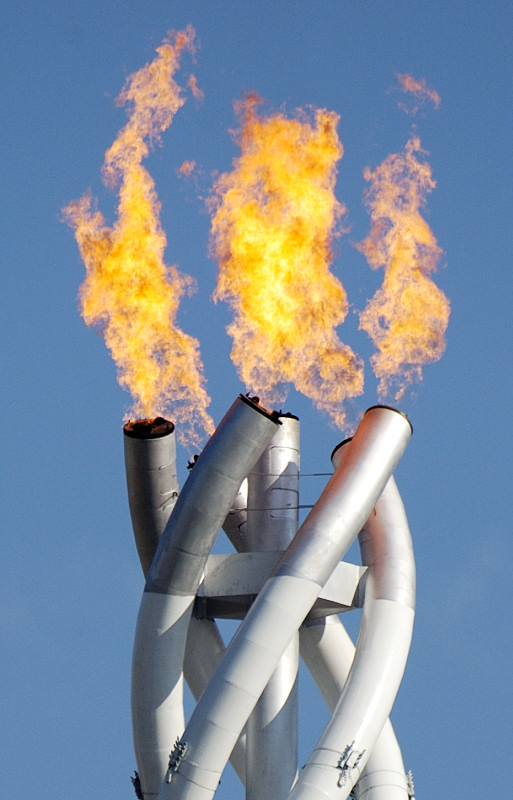
Primer pla de la flama olímpica durant els Jocs Olímpics d'Hivern de 2006 a Torí.

La ciutat italiana de Torí va acollir els Jocs Olímpics d'Hivern de 2006. Era la segona vegada que Itàlia acollia els Jocs Olímpics d'hivern. Els atletes sud-coreans van guanyar 10 medalles, incloses 6 d'or en les proves de patinatge de velocitat de pista curta. Sun-Yu Jin va guanyar tres medalles d'or, mentre que el seu company d'equip Hyun-Soo Ahn va guanyar tres medalles d'or i un bronze. El noruec Kjetil-Andre Aamodt es va convertir en l'esquiador més condecorat de tots els temps amb 4 medalles d'or i 8 en general. També és l'únic esquiador que ha guanyat la mateixa prova en tres Jocs Olímpics, guanyant el Super-Gegant el 1992, 2002 i 2006. L'alemanya Claudia Pechstein es va convertir en la primera patinadora de velocitat a guanyar nou medalles en la seva carrera. El febrer de 2009, Pechstein va donar positiu per "manipulació de la sang" i va rebre una suspensió de dos anys, que va apel·lar. El Tribunal d'Arbitratge de l'Esport va confirmar la seva suspensió, però un tribunal suís va decidir que podia competir per un lloc a l'equip olímpic alemany del 2010. Aquesta sentència es va presentar al Tribunal Federal Suís, que va anul·lar la sentència del tribunal inferior i li va impedir competir a Vancouver.
El 2003, el COI va atorgar a Vancouver els Jocs Olímpics d'Hivern de 2010, cosa que va permetre al Canadà acollir els seus segons Jocs Olímpics d'hivern. Amb una població de més de 2,5 milions de persones, Vancouver és l'àrea metropolitana més gran que mai ha acollit els Jocs Olímpics d'hivern. Més de 2.500 atletes de 82 països van participar en 86 proves. La mort del luger georgià Nodar Kumaritashvili en una cursa d'entrenament el dia de la cerimònia inaugural va provocar que el Whistler Sliding Center canviés la distribució de la pista per motius de seguretat. L'esquiadora de fons noruega Marit Bjørgen va guanyar cinc medalles en les sis proves d'esquí nòrdic del programa femení. Va acabar els Jocs Olímpics amb tres ors, una plata i un bronze. Per primera vegada el Canadà va guanyar una medalla d'or en uns Jocs Olímpics organitzats per ells, ja que no ho havia fet als Jocs Olímpics d'Estiu de 1976 a Mont-real ni als Jocs Olímpics d'Hivern de 1988 a Calgary. I no tan sols va guanyar un or, sinó que l'equip canadenc va acabar el primer classificat del medaller i es va convertir en el primer país amfitrió, des de Noruega el 1952, que liderava el medaller, amb 14 medalles d'or. Aquesta xifra de medalles d'or va suposar un nou rècord de més medalles d’or guanyades per un Comitè Olímpic Nacional en uns sols Jocs d'hivenr, superant la xifra de 13 establerta per la Unió Soviètica el 1976 i igualada per Noruega el 2002. Els Jocs de Vancouver van destacar pel mal rendiment dels atletes russos. Des dels seus primers Jocs Olímpics d'hivern, el 1956, fins als Jocs del 2006, la delegació soviètica o russa mai no havia estat fora de les cinc primeres classificades al medaller, però el 2010 van acabar sisens. El president Dmitri Medvedev va demanar la dimissió dels alts oficials esportius immediatament després dels Jocs. El decebedor rendiment de Rússia a Vancouver és citat com un dels motius rere els quals va estendre's i millorar el dopatge sistemàtic dels esportistes russos. L'èxit dels països asiàtics va contrastar amb el subestimat equip rus, amb Vancouver marcant un punt àlgid per les medalles guanyades pels països asiàtics. El 1992 els països asiàtics havien guanyat quinze medalles, tres de les quals eren d'or. A Vancouver el nombre total de medalles aconseguides per atletes d'Àsia havia augmentat fins a trenta-una, onze d'elles d'or. L'augment de les nacions asiàtiques en els esports olímpics d'hivern es deu en part al creixement dels programes d'esports d'hivern i a l'interès pels esports d'hivern a països com Corea del Sud, el Japó i la Xina.

### 2014 a 2018
Sotxi, Rússia, va ser seleccionada com a ciutat amfitriona dels Jocs Olímpics d'Hivern de 2014 per davant Salzburg, Àustria i Pyeongchang, Corea del Sud. Aquesta era la primera vegada que Rússia organitzava uns Jocs Olímpics d'hivern. Els Jocs van tenir lloc del 7 al 23 de febrer de 2014, amb un rècord de 2.800 atletes de 88 països van competir en 98 proves. La Vila Olímpica i l'Estadi Olímpic es trobaven a la costa del mar Negre. Tots els llocs de muntanya es trobaven a 50 quilòmetres de distància a la regió muntanyosa coneguda com a Krasnaya Polyana.
A la neu, el biatleta noruec Ole Einar Bjørndalen va guanyar dos ors per sumar un total de 13 medalles olímpiques, superant d'aquesta manera al seu compatriota Bjørn Dæhlie i convertir-se en l'esportista olímpic d'hivern més condecorat de tots els temps. Una altra esquiadora noruega de fons, Marit Bjørgen, va guanyar tres ors, per sumar un total de deu medalles olímpiques, amb la qual cosa igualava Raisa Smetanina i Stefania Belmondo com a esquiadores amb més medalles. El surfista Ayumu Hirano es va convertir en el medallista més jove en proces de neu en uns Jocs d'hivern en guanyar la plata en la prova del migtub als quinze anys. Sobre el gel, els holandesos van dominar les proves de patinatge de velocitat, aconseguint 23 de les 36 medalles atorgades i almenys una medalla en cadascuna de les dotze proves disputades. En patinatge artístic Yuzuru Hanyu es va convertir en el primer patinador a trencar la barrera dels 100 punts en el programa curt. El corredor de luge Armin Zöggeler, amb una medalla de bronze, es convertí en el primer esportista olímpic d'hivern en guanyar una medalla en sis Jocs consecutius.
Després de la seva decebedora actuació als Jocs del 2010, i una inversió de 600 milions de lliures en esport d'elit, Rússia va encapçalar inicialment la classificació de les medalles, aconseguint 33 medalles, tretze d'elles d'or. Amb tot, Grigory Rodchenkov, antic cap del laboratori nacional antidopatge rus, va afirmar posteriorment que havia participat en el dopatge de desenes d'esportistes russos per als Jocs i que havia estat ajudat pel Servei Federal de Seguretat Rus en la manipulació de les mostres d'orina. Una investigació posterior encarregada per l'Agència Mundial Antidopatge dirigida per Richard McLaren va concloure que un programa de dopatge patrocinat per l'Estat havia operat a Rússia des d'"almenys finals del 2011 fins al 2015" a través de la "gran majoria" dels esports olímpics d'estiu i d'hivern. El 5 de desembre de 2017 el COI va anunciar que Rússia competiria als Jocs Olímpics d'Hivern de 2018 amb el nom d'"Atletes Olímpics de Rússia" i a finals de 2017 la Comissió Disciplinària del COI havia desqualificat 43 atletes russos, eliminant tretze medalles i traient Rússia del capdamunt del medaller, el qual passà a liderar Noruega. Posteriors al·legacions van fer que nou medalles li fossin retornades a Rússia, la qual cosa va fer que recuperés el primer lloc del medaller.
El 6 de juliol de 2011 Pyeongchang, Corea del Sud, va ser escollida per acollir els Jocs Olímpics d'Hivern de 2018, per davant de Múnic, Alemanya, i Annecy, França. Aquesta va ser la primera vegada que Corea del Sud acollia uns Jocs Olímpics d'hivern i la segona que acollia uns Jocs, després dels Jocs Olímpics d'Estiu de 1988 a Seül. Més de 2.900 atletes de 92 països van participar en 102 proves. L'estadi olímpic i molts dels llocs esportius es trobaven a l'Alpensia Resort de Daegwallyeong-myeon, Pyeongchang, mentre que altres llocs seus es trobaven al Parc Olímpic de Gangneung, a la veïna ciutat de Gangneung. Els anys anteriors a aquests Jocs foren marcats per les tensions entre Corea del Nord i Corea del Sud i l'escàndol del dopatge rus. Tot i les tenses relacions, Corea del Nord va accedir a participar en els Jocs, fer l'entrada conjunta amb els esportistes de Corea de Sud en la cerimònia inaugural com una Corea unificada i participar amb un equip unificat en l'hoquei sobre gel femení. Els atletes russos, que complien la normativa de dopatge del COI, van tenir l'opció de competir a Pyeongchang com a "Atletes Olímpics de Rússia" (OAR). Noruega va liderar el medaller amb 39 medalles, el nombre més alt aconseguit mai per part de qualsevol nació en uns Jocs Olímpics d'hivern, seguida de les 31 d'Alemanya i les 29 del Canadà.

### Pequín 2022
La ciutat amfitriona dels Jocs Olímpics d'Hivern va ser Pequín, capital de la República Popular de la Xina. La seva candidatura fou escollida el 31 de juliol de 2015 a la 128a sessió del COI que va tenir lloc a Kuala Lumpur i va fer que Pequín fos la primera ciutat en acollir tant els Jocs Olímpics d'estiu com els d'hivern. L'esdeveniment es va celebrar entre el 4 i el 20 de febrer de 2022. El programa olímpic va incloure 109 proves de 15 disciplines de set esports.

### Futur
Els Jocs Olímpics d'Hivern de 2026 es disputaran a Milà-Cortina d'Ampezzo, Itàlia, i es duran a terme entre el 6 i 22 de febrer de 2026.
El juliol de 2024, durant la 142ª sessió del COI que es va celebrar a París es va designar Salt Lake City (Utah) com a seu dels Jocs Olímpics d'Hivern 2034.

## Esports
La Carta Olímpica limita els esports d'hivern a "aquells ... que es practiquen sobre la neu o el gel". Des del 1992 s'han incorporat diversos esports nous al programa olímpic; que inclouen patinatge de velocitat en pista curta, surf de neu i esquí acrobàtic. La incorporació d'aquests esports ha ampliat l'atractiu dels Jocs Olímpics d'hivern més enllà d'Europa i Amèrica del Nord. Tot i que potències europees com Noruega i Alemanya encara dominen els esports olímpics d'hivern tradicionals, països com Corea del Sud, Austràlia i el Canadà estan trobant èxit en els nous esports. Els resultats són: més paritat en el medaller; més interès pels Jocs Olímpics d'hivern; i índexs d'audiència a televisió més altes.

### Esports actuals
| Esport                                | Anys                       | Proves | Medalles atorgades el 2014 |
| ------------------------------------- | -------------------------- | ------ | --- |
| Biatló                                | Des de 1960                | 11     | Esprint (homes: 10 km; dones: 7.5 km), individual (homes: 20 km; dones: 15 km), persecució (homes: 12.5 km; dones: 10 km), relleus (homes: 4x7.5 km; dones: 4x6 km; mixt: 2x7.5 km+2x6 km), i sortida en massa (homes: 15 km; dones: 12.5 km). |
| Bob                                   | Des de 1924 (excepte 1960) | 3      | Quatre homes, dos homes i dues dones. |
| Combinada nòrdica                     | Des de 1924                | 3      | Individual en trampolí normal, individual en trampolí llarg i equips. |
| Cúrling                               | 1924, des de 1998          | 3      | Torneig masculí, femení i mixt. |
| Esquí acrobàtic                       | Des de 1992                | 10     | Bamps, salts acrobàtics, esquí cross, migtub i slopestyle. |
| Esquí alpí                            | Des de 1936                | 11     | Proves masculines i femenines de descens, super gegant, gegant, eslàlom, combinada i eslàlom mix paral·lel. |
| Esquí de fons                         | Des de 1924                | 12     | Esprint masculí, esprint per equips, persecució de 30 km, relleus de 15 km, 50 km i 4x10 km; esprint femení, esprint per equips, persecució de 15 km, relleus de 10 km, 30 km i 4x5 km.                                                        |
| Hoquei sobre gel                      | Des de 1924                | 2      | Torneig mascuí i femení. |
| Luge                                  | Des de 1964                | 4      | Individual masculí i femení, dobles masculí, relleus per equips. |
| Patinatge artístic                    | Des de 1924                | 5      | Individual masculí i femení; parelles; dansa i equips. |
| Patinatge de velocitat                | Des de 1924                | 14     | 500 metres masculí i femení, 1.000 metres, 1.500 metres, 5.000 metres, sortida en massa, persecució per equips; 3.000 m metres emenins; 10.000 metres masculins.                                                                               |
| Patinatge de velocitat en pista curta | Des de 1992                | 8      | 500 metres, 1.000 metres i 1.500 metres masculí i femení; relleu femení de 3.000 m; i relleus masculí de 5.000 m. |
| Salt amb esquís                       | Des de 1924                | 4      | Salt llarg individual i salt llarg per equips masculí; i salt curt individual masculí i femení. |
| Surf de neu                           | Des de 1998                | 8      | Paral·lel masculí i femení, half-pipe, snowboard cross i slopestyle. |
| Tobogan                               | 1928, 1948, des de 2002    | 2      | Proves masculines i femenines. |

1. ↑  El web del COI tracta la patrulla militar masculina dels Jocs de 1924 com un esdeveniment dins de l'esport del biatló.
2. ↑  Es va celebrar un torneig masculí d'hoquei sobre gel als Jocs Olímpics d'Estiu de 1920.
3. ↑  El patinatge artístic s'havia disputat als Jocs Olímpics d'Estiu de 1908 i 1920.

### Esports de demostració
Els esports de demostració han servit històricament perquè els països organitzadors promocionessin els esports populars locals, fent una competició sense concedir medalles. Els esports de demostració van deixar d'existir després dels Jocs de 1992. La patrulla militar, precursora del biatló, va ser un esport ofcial el 1924 i de demostració el 1928, 1936 i 1948, convertint-se en esport oficial el 1960. La prova de figures del patinatge artístic només es va disputar el 1908. El bandy (hoquei rus) és un esport popular als països nòrdics i a Rússia. En aquest últim es considera un esport nacional. Fou un esport de demostració als Jocs d'Oslo. L'icestock, una variant alemanya del curling, fou de demostració el 1936 a Alemanya i el 1964 a Àustria. El ballet d'esquí, més tard conegut com ski-acro, fou de demostració el 1988 i el 1992. Skijöring, esquiant darrere dels gossos, va ser un esport de demostració a St. Moritz el 1928. [175] Una cursa de gossos de trineu es va celebrar a Lake Placid el 1932. L'esquí de velocitat fou de demostració a Albertville, en els Jocs Olímpics d'hivern del 1992. El pentatló d'hivern, una variant del pentatló modern, es va incloure com als Jocs de Suïssa de 1948. Incloïa esquí de fons, tir, esquí de muntanya, esgrima i equitació.

## Edicions
| Any  | Esdeveniment                 | Seu                                        | Seu                                        | Duració                               | Països                                | Atletes                               | Proves                                |
| ---- | ---------------------------- | ------------------------------------------ | ------------------------------------------ | ------------------------------------- | ------------------------------------- | ------------------------------------- | ------------------------------------- |
| 1924 | I Jocs Olímpics d'Hivern     | Bandera de França                          | Bandera de França                          | 25 de gener 5 de febrer               | 16                                    | 292                                   | 18                                    |
| 1924 | I Jocs Olímpics d'Hivern     | Chamonix                                   | França                                     | 25 de gener 5 de febrer               | 16                                    | 292                                   | 18                                    |
| 1928 | II Jocs Olímpics d'Hivern    | Bandera de Suïssa                          | Bandera de Suïssa                          | 11 de febrer 19 de febrer             | 25                                    | 464                                   | 14                                    |
| 1928 | II Jocs Olímpics d'Hivern    | Sankt Moritz                               | Suïssa                                     | 11 de febrer 19 de febrer             | 25                                    | 464                                   | 14                                    |
| 1932 | III Jocs Olímpics d'Hivern   | Bandera dels Estats Units d'Amèrica        | Bandera dels Estats Units d'Amèrica        | 4 de febrer 15 de febrer              | 17                                    | 252                                   | 14                                    |
| 1932 | III Jocs Olímpics d'Hivern   | Lake Placid                                | Estats Units                               | 4 de febrer 15 de febrer              | 17                                    | 252                                   | 14                                    |
| 1936 | IV Jocs Olímpics d'Hivern    | Bandera d'Alemanya                         | Bandera d'Alemanya                         | 6 de febrer 16 de febrer              | 28                                    | 668                                   | 17                                    |
| 1936 | IV Jocs Olímpics d'Hivern    | Garmisch-Partenkirchen                     | Alemanya                                   | 6 de febrer 16 de febrer              | 28                                    | 668                                   | 17                                    |
| 1940 | V Jocs Olímpics d'Hivern     | Japó · Alemanya nazi                       | Japó · Alemanya nazi                       | Suspesos per la Segona Guerra Mundial | Suspesos per la Segona Guerra Mundial | Suspesos per la Segona Guerra Mundial | Suspesos per la Segona Guerra Mundial |
| 1940 | V Jocs Olímpics d'Hivern     | Sapporo Garmisch-Partenkirchen             | Japó Alemanya                              | Suspesos per la Segona Guerra Mundial | Suspesos per la Segona Guerra Mundial | Suspesos per la Segona Guerra Mundial | Suspesos per la Segona Guerra Mundial |
| 1944 | VI Jocs Olímpics d'Hivern    | Regne d'Itàlia                             | Regne d'Itàlia                             | Suspesos per la Segona Guerra Mundial | Suspesos per la Segona Guerra Mundial | Suspesos per la Segona Guerra Mundial | Suspesos per la Segona Guerra Mundial |
| 1944 | VI Jocs Olímpics d'Hivern    | Cortina d'Ampezzo                          | Itàlia                                     | Suspesos per la Segona Guerra Mundial | Suspesos per la Segona Guerra Mundial | Suspesos per la Segona Guerra Mundial | Suspesos per la Segona Guerra Mundial |
| 1948 | V Jocs Olímpics d'Hivern     | Bandera de Suïssa                          | Bandera de Suïssa                          | 30 de gener 8 de febrer               | 28                                    | 669                                   | 22                                    |
| 1948 | V Jocs Olímpics d'Hivern     | Sankt Moritz                               | Suïssa                                     | 30 de gener 8 de febrer               | 28                                    | 669                                   | 22                                    |
| 1952 | VI Jocs Olímpics d'Hivern    | Noruega                                    | Noruega                                    | 14 de febrer 25 de febrer             | 30                                    | 694                                   | 22                                    |
| 1952 | VI Jocs Olímpics d'Hivern    | Oslo                                       | Noruega                                    | 14 de febrer 25 de febrer             | 30                                    | 694                                   | 22                                    |
| 1956 | VII Jocs Olímpics d'Hivern   | Itàlia                                     | Itàlia                                     | 26 de gener 5 de febrer               | 32                                    | 820                                   | 24                                    |
| 1956 | VII Jocs Olímpics d'Hivern   | Cortina d'Ampezzo                          | Itàlia                                     | 26 de gener 5 de febrer               | 32                                    | 820                                   | 24                                    |
| 1960 | VIII Jocs Olímpics d'Hivern  | Bandera dels Estats Units d'Amèrica        | Bandera dels Estats Units d'Amèrica        | 18 de febrer 28 de febrer             | 30                                    | 665                                   | 27                                    |
| 1960 | VIII Jocs Olímpics d'Hivern  | Squaw Valley                               | Estats Units                               | 18 de febrer 28 de febrer             | 30                                    | 665                                   | 27                                    |
| 1964 | IX Jocs Olímpics d'Hivern    | Àustria                                    | Àustria                                    | 29 de gener 9 de febrer               | 36                                    | 1.091                                 | 34                                    |
| 1964 | IX Jocs Olímpics d'Hivern    | Innsbruck                                  | Àustria                                    | 29 de gener 9 de febrer               | 36                                    | 1.091                                 | 34                                    |
| 1968 | X Jocs Olímpics d'Hivern     | Bandera de França                          | Bandera de França                          | 6 de febrer 18 de febrer              | 37                                    | 1.158                                 | 35                                    |
| 1968 | X Jocs Olímpics d'Hivern     | Grenoble                                   | França                                     | 6 de febrer 18 de febrer              | 37                                    | 1.158                                 | 35                                    |
| 1972 | XI Jocs Olímpics d'Hivern    | Japó                                       | Japó                                       | 3 de febrer 13 de febrer              | 35                                    | 1.006                                 | 35                                    |
| 1972 | XI Jocs Olímpics d'Hivern    | Sapporo                                    | Japó                                       | 3 de febrer 13 de febrer              | 35                                    | 1.006                                 | 35                                    |
| 1976 | XII Jocs Olímpics d'Hivern   | Àustria                                    | Àustria                                    | 4 de febrer 15 de febrer              | 37                                    | 1.123                                 | 37                                    |
| 1976 | XII Jocs Olímpics d'Hivern   | Innsbruck                                  | Austria                                    | 4 de febrer 15 de febrer              | 37                                    | 1.123                                 | 37                                    |
| 1980 | XIII Jocs Olímpics d'Hivern  | Bandera dels Estats Units d'Amèrica        | Bandera dels Estats Units d'Amèrica        | 13 de febrer 24 de febrer             | 37                                    | 1.072                                 | 38                                    |
| 1980 | XIII Jocs Olímpics d'Hivern  | Lake Placid                                | Estats Units                               | 13 de febrer 24 de febrer             | 37                                    | 1.072                                 | 38                                    |
| 1984 | XIV Jocs Olímpics d'Hivern   | República Federal Socialista de Iugoslàvia | República Federal Socialista de Iugoslàvia | 8 de febrer 19 de febrer              | 49                                    | 1.272                                 | 49                                    |
| 1984 | XIV Jocs Olímpics d'Hivern   | Sarajevo                                   | Iugoslàvia                                 | 8 de febrer 19 de febrer              | 49                                    | 1.272                                 | 49                                    |
| 1988 | XV Jocs Olímpics d'Hivern    | Canadà                                     | Canadà                                     | 13 de febrer 28 de febrer             | 57                                    | 1.423                                 | 46                                    |
| 1988 | XV Jocs Olímpics d'Hivern    | Calgary                                    | Canadà                                     | 13 de febrer 28 de febrer             | 57                                    | 1.423                                 | 46                                    |
| 1992 | XVI Jocs Olímpics d'Hivern   | Bandera de França                          | Bandera de França                          | 8 de febrer 23 de febrer              | 64                                    | 1.801                                 | 57                                    |
| 1992 | XVI Jocs Olímpics d'Hivern   | Albertville                                | França                                     | 8 de febrer 23 de febrer              | 64                                    | 1.801                                 | 57                                    |
| 1994 | XVII Jocs Olímpics d'Hivern  | Noruega                                    | Noruega                                    | 12 de febrer 27 de febrer             | 67                                    | 1.737                                 | 61                                    |
| 1994 | XVII Jocs Olímpics d'Hivern  | Lillehammer                                | Noruega                                    | 12 de febrer 27 de febrer             | 67                                    | 1.737                                 | 61                                    |
| 1998 | XVIII Jocs Olímpics d'Hivern | Japó                                       | Japó                                       | 7 de febrer 22 de febrer              | 72                                    | 2.176                                 | 72                                    |
| 1998 | XVIII Jocs Olímpics d'Hivern | Nagano                                     | Japó                                       | 7 de febrer 22 de febrer              | 72                                    | 2.176                                 | 72                                    |
| 2002 | XIX Jocs Olímpics d'Hivern   | Bandera dels Estats Units d'Amèrica        | Bandera dels Estats Units d'Amèrica        | 8 de febrer 24 de febrer              | 77                                    | 2.399                                 | 78                                    |
| 2002 | XIX Jocs Olímpics d'Hivern   | Salt Lake City                             | Estats Units                               | 8 de febrer 24 de febrer              | 77                                    | 2.399                                 | 78                                    |
| 2006 | XX Jocs Olímpics d'Hivern    | Itàlia                                     | Itàlia                                     | 10 de febrer 26 de febrer             | 80                                    | 2.663                                 | 84                                    |
| 2006 | XX Jocs Olímpics d'Hivern    | Torí                                       | Itàlia                                     | 10 de febrer 26 de febrer             | 80                                    | 2.663                                 | 84                                    |
| 2010 | XXI Jocs Olímpics d'Hivern   | Canadà                                     | Canadà                                     | 12 de febrer 28 de febrer             | 82                                    | 2.536                                 | 86                                    |
| 2010 | XXI Jocs Olímpics d'Hivern   | Vancouver                                  | Canadà                                     | 12 de febrer 28 de febrer             | 82                                    | 2.536                                 | 86                                    |
| 2014 | XXII Jocs Olímpics d'Hivern  | Rússia                                     | Rússia                                     | 7 de febrer 23 de febrer              | 88                                    | 2.871                                 | 98                                    |
| 2014 | XXII Jocs Olímpics d'Hivern  | Sotxi                                      | Rússia                                     | 7 de febrer 23 de febrer              | 88                                    | 2.871                                 | 98                                    |
| 2018 | XXIII Jocs Olímpics d'Hivern | Corea del Sud                              | Corea del Sud                              | 9 de febrer 25 de febrer              | 90                                    |                                       | 102                                   |
| 2018 | XXIII Jocs Olímpics d'Hivern | Pyeongchang                                | Corea del Sud                              | 9 de febrer 25 de febrer              | 90                                    |                                       | 102                                   |
| 2022 | XXIV Jocs Olímpics d'Hivern  | Xina                                       | Xina                                       |                                       |                                       |                                       |                                       |
| 2022 | XXIV Jocs Olímpics d'Hivern  | Pequín                                     | Xina                                       |                                       |                                       |                                       |                                       |

## Medaller
La taula següent utilitza les dades oficials proporcionades pel COI.
| Núm. | País            | Jocs | Or  | Plata | Bronze | Total |
| ---- | --------------- | ---- | --- | ----- | ------ | ----- |
| 1    | Noruega         | 23   | 132 | 125   | 111    | 368   |
| 2    | Estats Units    | 23   | 105 | 111   | 91     | 307   |
| 3    | Alemanya        | 12   | 93  | 87    | 60     | 240   |
| 4    | Unió Soviètica  | 9    | 78  | 57    | 59     | 194   |
| 5    | Canadà          | 23   | 74  | 64    | 62     | 200   |
| 6    | Àustria         | 23   | 64  | 81    | 87     | 232   |
| 7    | Suècia          | 23   | 61  | 48    | 56     | 161   |
| 8    | Suïssa          | 23   | 55  | 46    | 52     | 153   |
| 9    | Rússia          | 6    | 47  | 38    | 35     | 120   |
| 10   | Països Baixos   | 21   | 45  | 44    | 41     | 130   |
| 11   | Finlàndia       | 23   | 44  | 63    | 61     | 168   |
| 12   | Itàlia          | 23   | 40  | 36    | 48     | 124   |
| 13   | RDA             | 6    | 39  | 36    | 35     | 110   |
| 14   | França          | 23   | 36  | 35    | 53     | 124   |
| 15   | Corea del Sud   | 18   | 31  | 25    | 14     | 70    |
| 16   | Japó            | 21   | 14  | 22    | 22     | 58    |
| 17   | R.P. de la Xina | 11   | 13  | 28    | 21     | 62    |
| 18   | RFA             | 6    | 11  | 15    | 13     | 39    |
| 19   | Regne Unit      | 23   | 11  | 4     | 16     | 31    |
| 20   | Txèquia         | 7    | 9   | 11    | 11     | 31    |